# Stazione di Anzola dell’Emilia
Stazione di Anzola dell'Emilia vasútállomás Olaszországban, Anzola dell’Emilia településen.

## Vasútvonalak
Az állomást az alábbi vasútvonalak érintik:
- Milánó–Bologna-vasútvonal

## Kapcsolódó állomások
A vasútállomáshoz az alábbi állomások vannak a legközelebb:
- Stazione di Samoggia
- Lavino railway station
- Stazione di Bologna Centrale